# 拉菲托勒
拉菲托勒（法語：Lafitole，法語發音：[lafitɔl]）是法国上比利牛斯省的一个市镇，属于塔布区。

## 地理
拉菲托勒（43°26'38"N, 0°4'17"E）面积8.69 平方千米，位于法国奧克西塔尼大區上比利牛斯省，该省份为法国西南部内陆省份，北至热尔省，西接大西洋比利牛斯省，南与西班牙接壤，东临上加龙省。
与拉菲托勒接壤的市镇（或旧市镇、城区）包括：索沃泰尔、让萨克、莫布尔盖、蒙福孔、比戈尔地区维克。

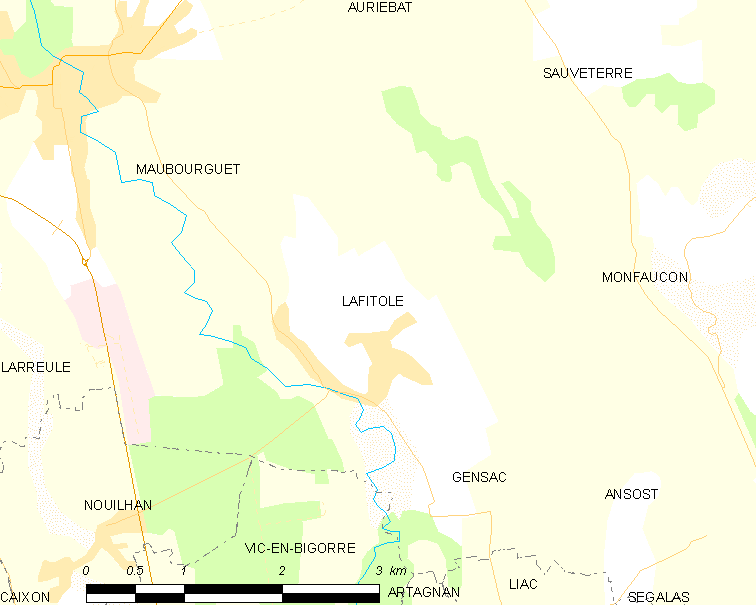
拉菲托勒的OSM定位图

拉菲托勒的时区为UTC+01:00、UTC+02:00（夏令时）。

## 行政
拉菲托勒的邮政编码为65700，INSEE市镇编码为65243。

## 政治
拉菲托勒所属的省级选区为阿杜尔河谷-吕斯唐-马迪拉奈县。

## 人口

1962-2008年间拉菲托勒人口变化图示

拉菲托勒于2022年1月1日时的人口数量为439人。